# Dicronychus obesus
Dicronychus obesus is een keversoort uit de familie kniptorren (Elateridae). De wetenschappelijke naam van de soort is voor het eerst geldig gepubliceerd in 1832 door Krynicki.